# Weiler-Hausen

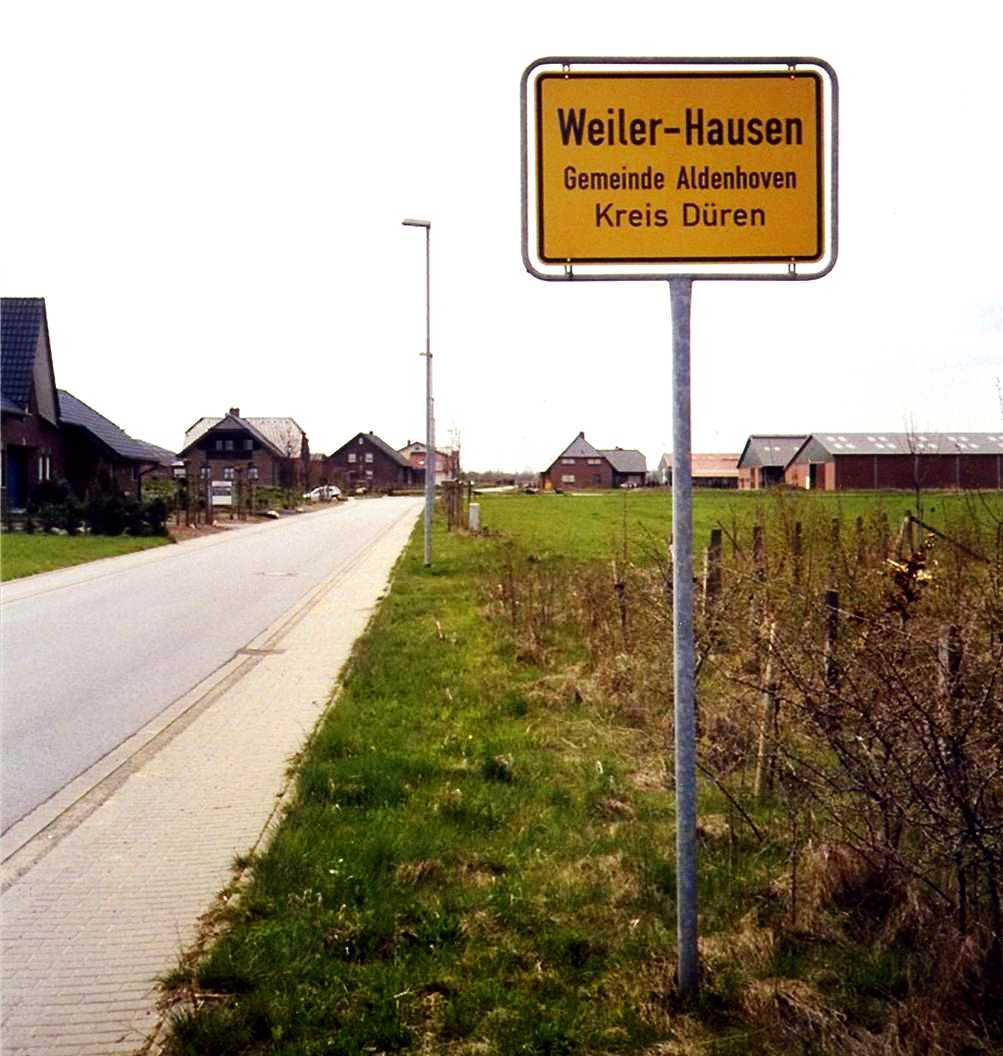
Ortseingang

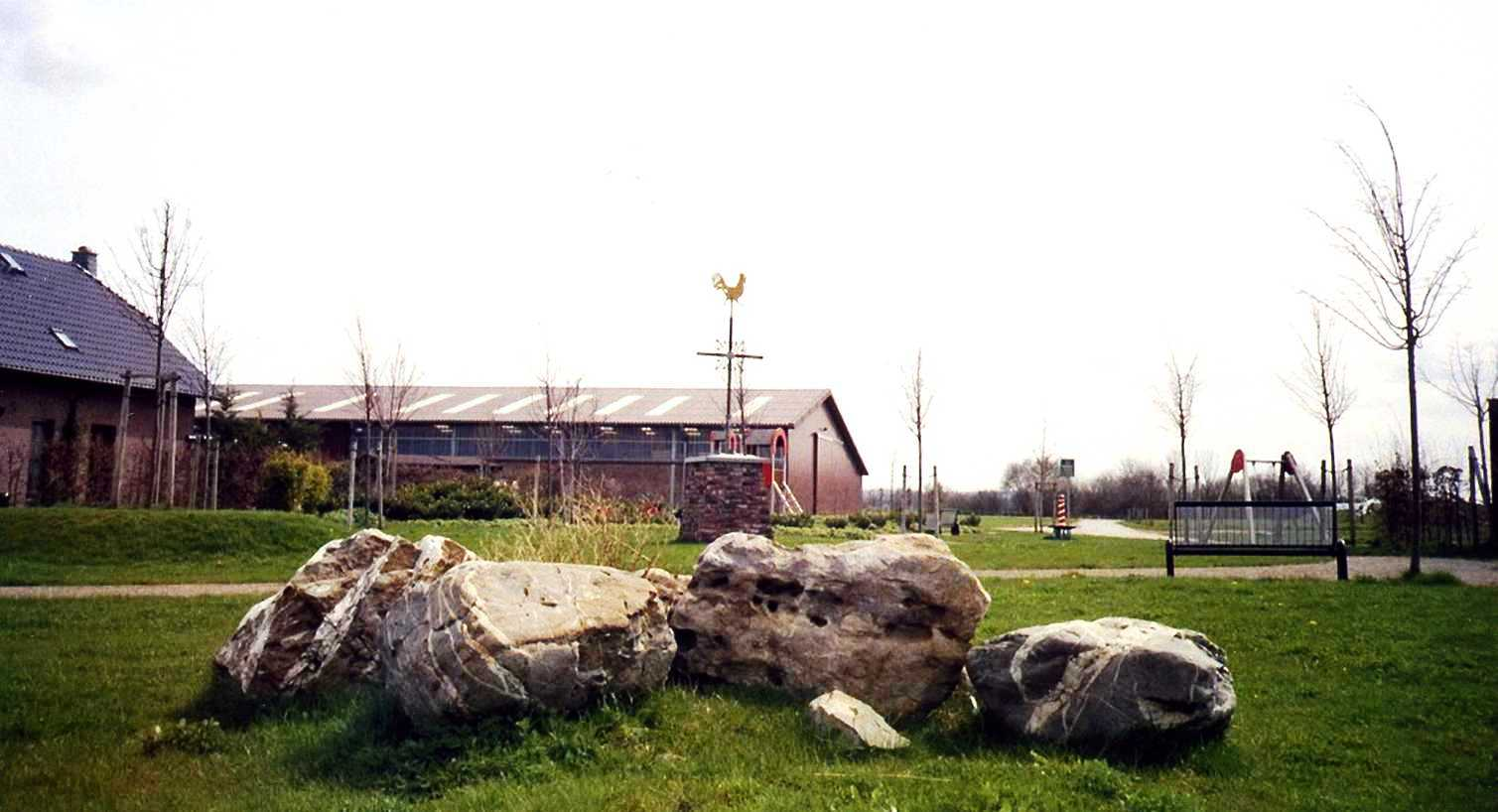
Weilermittelpunkt mit Kreuz und Findlingen

Weiler-Hausen ist ein kleiner, fast ausschließlich von Landwirten bewohnter Weiler im südlichen Gemeindegebiet von Aldenhoven im Kreis Düren. Er wurde 1999 im Gebiet eines ehemaligen Tagebaus angelegt und ist dem Aldenhovener Ortsteil Niedermerz zugeordnet. Der Ortsname erinnert an das Rittergut Hausen.
Der Weiler liegt unmittelbar an der Gemeindegrenze zu Eschweiler und erinnert an das auf Eschweiler Stadtgebiet zwischen Langendorf und Erberich gelegene und 1973 abgerissene Rittergut Hausen.
Die nächsten Autobahnanschlüsse sind Aldenhoven und Alsdorf auf der A 44.
Weiler-Hausen wird von der AVV-Buslinie 6 der ASEAG bedient.
| Linie | Verlauf |
| ----- | --- |
| 6     | (Talbahnhof/Raiffeisenplatz – Krankenhaus –) Eschweiler Bushof – Dürwiß – Neu-Lohn – Fronhoven – (Weiler-Hausen – Niedermerz –) Aldenhoven – Bourheim – Jülich Walramplatz – Neues Rathaus – Jülich Bf/ZOB |